# Zäsur (Musik)

Beispiel einer Zäsur in der modernen westlichen Notenschrift

In der Musik ist die Zäsur ein Einschnitt bzw. Ruhepunkt in der Tonfolge, der durch das Notenschriftzeichen „Zäsur“ (Unicode-Zeichen U+1D113 im Unicodeblock Notenschriftzeichen) wiedergegeben wird. Die Zäsur findet sich hauptsächlich in Vokalliteratur und dient in erster Linie als Atempause. Sie kann jedoch auch als agogisches Stilmittel verwendet werden. In der Regel wird die vorausgehende Note zum Luftholen entsprechend gekürzt. Dabei wird das Tempo der Musik nicht oder kaum beeinflusst.
Die Zäsur ist nicht zu verwechseln mit dem Asteriscus (siehe Psalmodie).